# A Billboard Hot 100 listavezetői 2011-ben

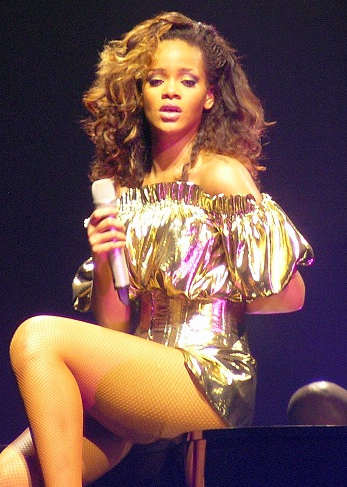
A barbadosi énekesnő Rihanna megszerezte tizedik, illetve tizenegyedik listavezető pozícióját, amikor a S&M és a We Found Love első helyezettek lettek.

A Billboard Hot 100 lista rangsorolja az Amerikában legjobban teljesítő kislemezeket. A digitális és fizikális eladások, illetve a rádiós teljesítmény alapján készült listát a Billboard magazin teszi közzé hetente.

## Lista

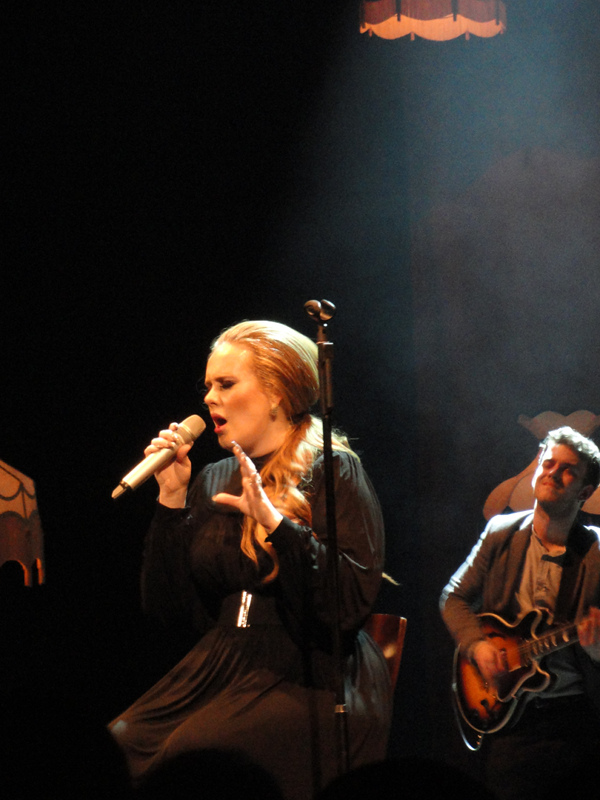
Adele Rolling in the Deep című dala hét egymást követő héten át vezette a listát, valamint a 2011-es év legjobban teljesítő kislemezévé vált.

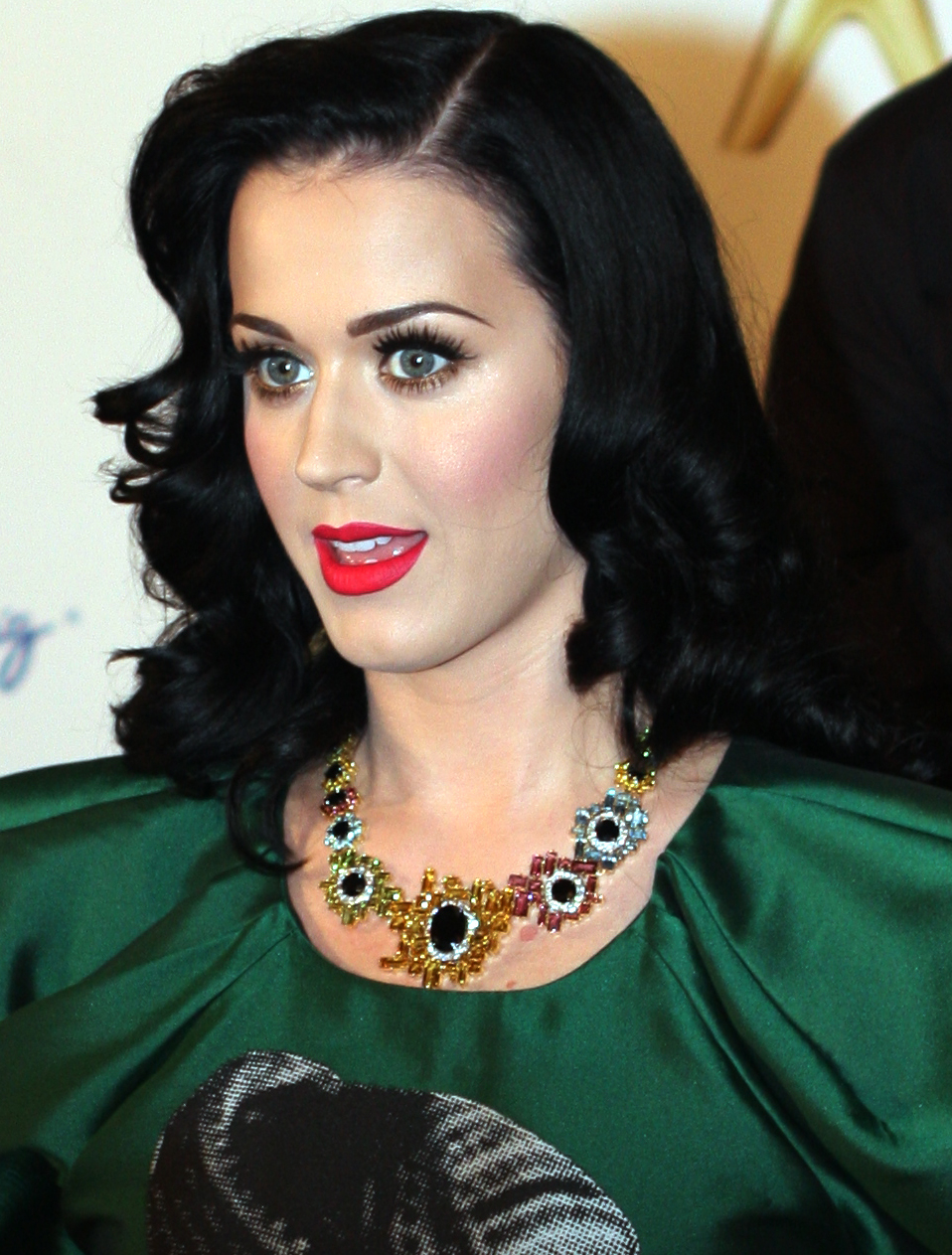
Miután az E. T., és a Last Friday Night (T. G. I. F.) is listavezető lett, Katy Perry az első női előadóvá vált a történelemben, aki öt listavezető dalt adott ki egy albumról.

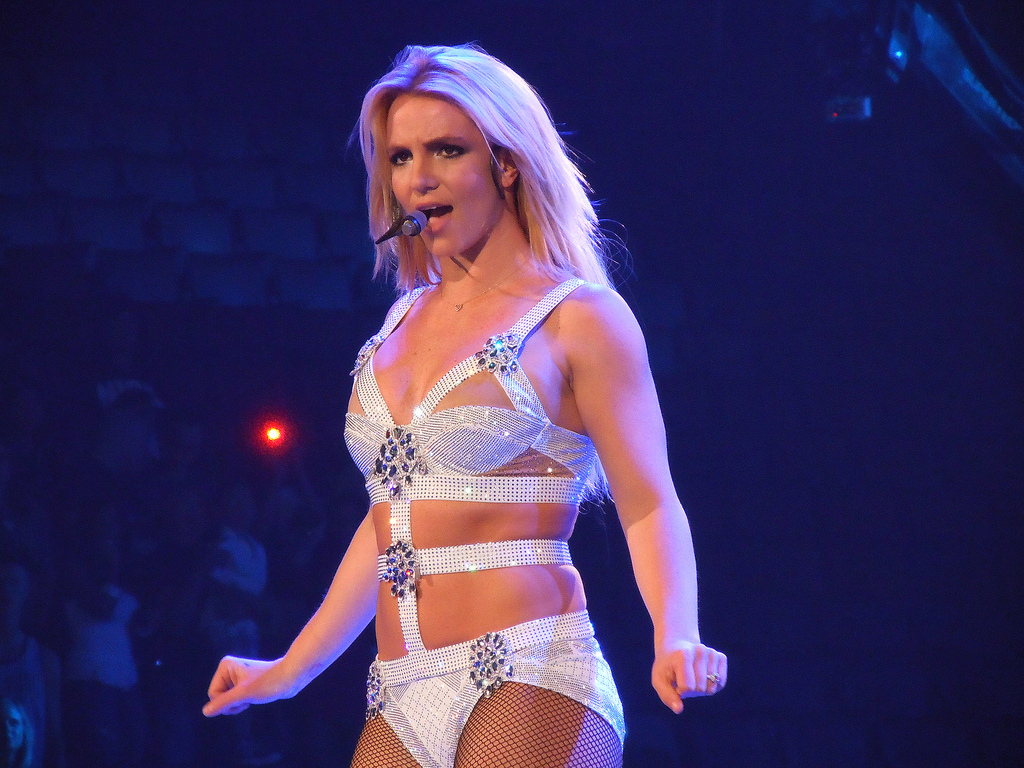
Miután a Hold It Against Me első helyezett lett, Britney Spears az első női előadó vált, aki a 90-es, a 2000-es, és a 2010-es évtizedben is listavezető dalt adott ki.

Lady Gaga Born this Way című dala az első helyen debütált, és hat hétig vezette a listát.

| Best performing single of 2011 | A legjobban teljesítő kislemezt jelzi 2011-ben |

| Kiadás dátuma  | Dal                          | Előadó(k)                                          | Forr.  |
| -------------- | ---------------------------- | -------------------------------------------------- | ------ |
| Január 1.      | Firework                     | Katy Perry                                         | [ 8 ]  |
| Január 8.      | Grenade                      | Bruno Mars                                         | [ 9 ]  |
| Január 15.     | Firework                     | Katy Perry                                         | [ 10 ] |
| Január 22.     | Grenade                      | Bruno Mars                                         | [ 11 ] |
| Január 29.     | Hold It Against Me           | Britney Spears                                     | [ 5 ]  |
| Február 5.     | Grenade                      | Bruno Mars                                         | [ 12 ] |
| Február 12.    | Grenade                      | Bruno Mars                                         | [ 13 ] |
| Február 19.    | Black and Yellow             | Wiz Khalifa                                        | [ 14 ] |
| Február 26.    | Born This Way                | Lady Gaga                                          | [ 15 ] |
| Március 5.     | Born This Way                | Lady Gaga                                          | [ 16 ] |
| Március 12.    | Born This Way                | Lady Gaga                                          | [ 17 ] |
| Március 19.    | Born This Way                | Lady Gaga                                          | [ 18 ] |
| Március 26.    | Born This Way                | Lady Gaga                                          | [ 19 ] |
| Április 2.     | Born This Way                | Lady Gaga                                          | [ 6 ]  |
| Április 9.     | E.T.                         | Katy Perry, Kanye West közreműködésével            | [ 20 ] |
| Április 16.    | E.T.                         | Katy Perry, Kanye West közreműködésével            | [ 21 ] |
| Április 23     | E.T.                         | Katy Perry, Kanye West közreműködésével            | [ 22 ] |
| Április 30.    | S&M                          | Rihanna, Britney Spears közreműködésével           | [ 24 ] |
| Május 7.       | E.T.                         | Katy Perry, Kanye West közreműködésével            | [ 25 ] |
| Május 14       | E.T.                         | Katy Perry, Kanye West közreműködésével            | [ 26 ] |
| Május 21.      | Rolling in the Deep          | Adele                                              | [ 27 ] |
| Május 28.      | Rolling in the Deep          | Adele                                              | [ 28 ] |
| Június 4.      | Rolling in the Deep          | Adele                                              | [ 29 ] |
| Június 11.     | Rolling in the Deep          | Adele                                              | [ 30 ] |
| Június 18.     | Rolling in the Deep          | Adele                                              | [ 31 ] |
| Június 25.     | Rolling in the Deep          | Adele                                              | [ 32 ] |
| Július 2.      | Rolling in the Deep          | Adele                                              | [ 33 ] |
| Július 9.      | Give Me Everything           | Pitbull; Ne-Yo, Afrojack és Nayer közreműködésével | [ 34 ] |
| Július 16.     | Party Rock Anthem            | LMFAO, Lauren Bennett és GoonRock közreműködésével | [ 35 ] |
| Július 23.     | Party Rock Anthem            | LMFAO, Lauren Bennett és GoonRock közreműködésével | [ 36 ] |
| Július 30.     | Party Rock Anthem            | LMFAO, Lauren Bennett és GoonRock közreműködésével | [ 37 ] |
| Augusztus 6.   | Party Rock Anthem            | LMFAO, Lauren Bennett és GoonRock közreműködésével | [ 38 ] |
| Augusztus 13.  | Party Rock Anthem            | LMFAO, Lauren Bennett és GoonRock közreműködésével | [ 39 ] |
| Augusztus 20.  | Party Rock Anthem            | LMFAO, Lauren Bennett és GoonRock közreműködésével | [ 40 ] |
| Augusztus 27.  | Last Friday Night (T.G.I.F.) | Katy Perry                                         | [ 4 ]  |
| Szeptember 3.  | Last Friday Night (T.G.I.F.) | Katy Perry                                         | [ 41 ] |
| September 10   | Moves Like Jagger            | Maroon 5, Christina Aguilera közreműködésével      | [ 42 ] |
| Szeptember 17. | Someone Like You             | Adele                                              | [ 43 ] |
| Szeptember 24. | Moves Like Jagger            | Maroon 5, Christina Aguilera közreműködésével      | [ 44 ] |
| Október 1.     | Moves Like Jagger            | Maroon 5, Christina Aguilera közreműködésével      | [ 45 ] |
| Október 8.     | Moves Like Jagger            | Maroon 5, Christina Aguilera közreműködésével      | [ 46 ] |
| Október 15.    | Someone Like You             | Adele                                              | [ 47 ] |
| Október 22.    | Someone Like You             | Adele                                              | [ 48 ] |
| Október 29.    | Someone Like You             | Adele                                              | [ 49 ] |
| November 5.    | Someone Like You             | Adele                                              | [ 50 ] |
| November 12.   | We Found Love                | Rihanna, Calvin Harris közreműködésével            | [ 1 ]  |
| November 19.   | We Found Love                | Rihanna, Calvin Harris közreműködésével            | [ 51 ] |
| November 26.   | We Found Love                | Rihanna, Calvin Harris közreműködésével            | [ 52 ] |
| December 3.    | We Found Love                | Rihanna, Calvin Harris közreműködésével            | [ 53 ] |
| December 10.   | We Found Love                | Rihanna, Calvin Harris közreműködésével            | [ 54 ] |
| December 17.   | We Found Love                | Rihanna, Calvin Harris közreműködésével            | [ 55 ] |
| December 24.   | We Found Love                | Rihanna, Calvin Harris közreműködésével            | [ 56 ] |
| December 31.   | We Found Love                | Rihanna, Calvin Harris közreműködésével            | [ 2 ]  |